# 1969年西德聯邦議院選舉

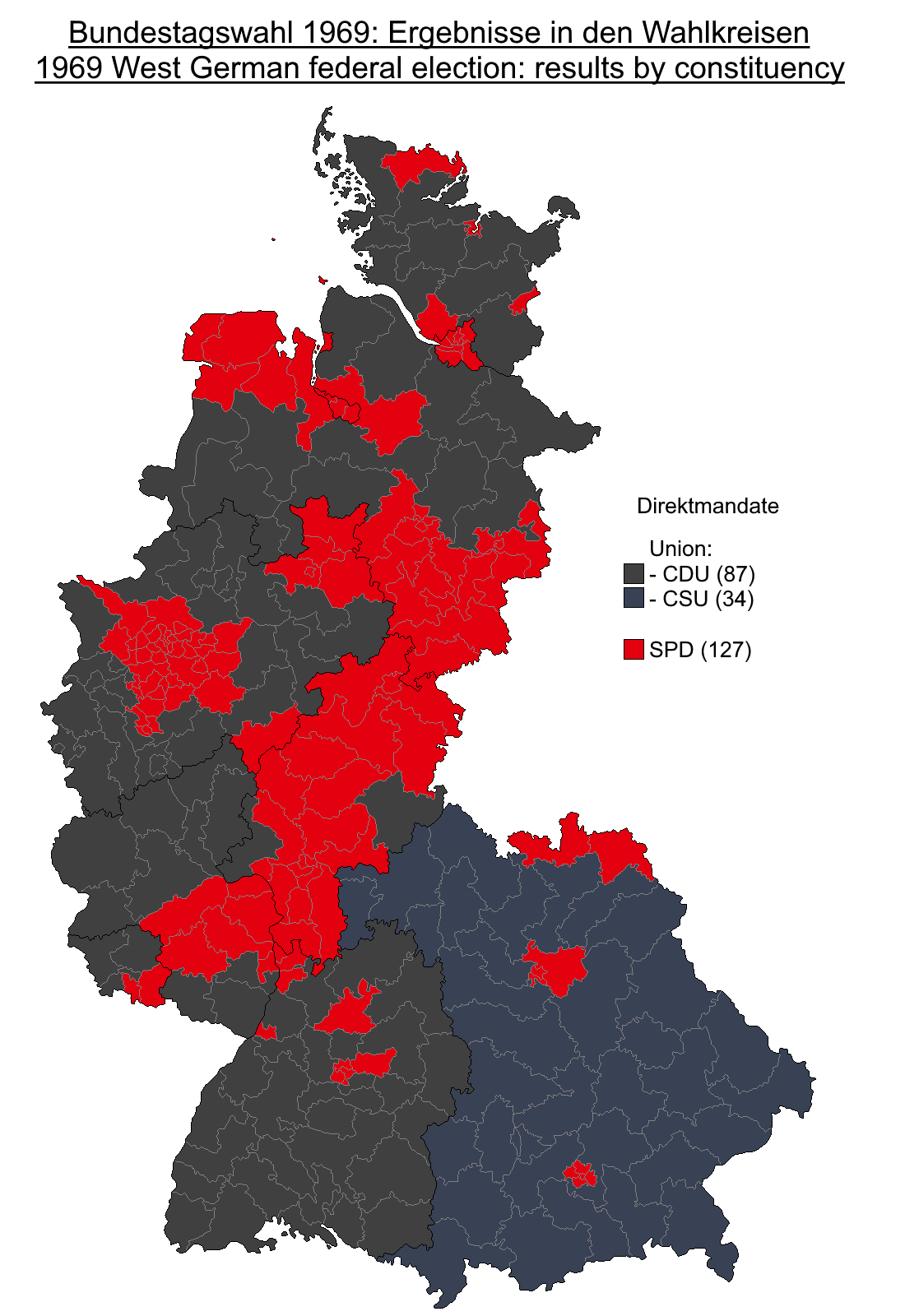
選舉結果

1969年西德聯邦議院選舉在1969年9月28日進行，選出第6屆西德聯邦議會。基民盟/基社盟維持了其最大黨團的地位，獲得250個議席。德國社會民主黨亦維持其議席數最多的單一政黨，獲得237個議席。這次選舉之後，社民黨和自民黨組成聯合政權。